# Nicolás Bubas
Sergio Nicolás Bubas (Esquel, Provincia de Chubut, Argentina, 23 de abril de 1989) es un  futbolista argentino que juega como delantero actualmente en US Vibonese en la Serie C de Italia.

## Trayectoria
Su inicio y formación futbolística fue en el Club Social Cultural y Deportivo Belgrano de Esquel, en la Comisión de Actividades Infantiles (C.A.I) y en River Plate.
Su carrera profesional la hizo en la Comisión de Actividades Infantiles (C.A.I); Racing de Córdoba (Argentina); Real Potosí (Bolivia); Metropolitanos (Venezuela); Nacional Potosí (Bolivia); San Marcos de Arica (Chile); US Vibonese Calcio (Italia); Società Sportiva Juve Stabia; S.S.D. Fidelis Andria 2018 y Cavese 1919

## Clubes
| Club                            | País      | Año           |
| ------------------------------- | --------- | ------------- |
| C.A.I.                          | Argentina | 2008-2012     |
| Racing de Córdoba               | Argentina | 2012-2013     |
| Real Potosí                     | Bolivia   | 2013-2014     |
| Metropolitanos FC               | Venezuela | 2014          |
| Nacional Potosí                 | Bolivia   | 2015          |
| San Marcos de Arica             | Chile     | 2015-2016     |
| Unione Sportiva Vibonese Calcio | Italia    | 2016-presente |